# Hilok (település)
Hilok (oroszul: Хилок) város Oroszország ázsiai részén, a Bajkálontúli határterületen, a Hiloki járás székhelye. 1951-ben kapott városi rangot.

## Elhelyezkedése
A Hilok (a Szelenga jobb oldali mellékfolyója) két partján,  Csitától 264 km-re nyugatra helyezkedik el. Vasútállomás az Ulan-Ude–Csita közötti vasútvonalon.

## Története
A 19. század végén a mai város helyén két burját település (ulusz) feküdt. 1895-ben a vasútállomás építéséhez létesítették azt a munkatelepet, amelyből a város kialakult. Később vasúti depót, javítóműhelyeket hoztak létre. A lakosság a vasút kiszolgálásával, erdőgazdálkodással, kereskedelemmel foglalkozott. Az 1960-as évek közepén, amikor a vasút áttért a dízelvontatásra, sok munkahely megszűnt, és a város lélekszáma csökkent. A legfontosabb munkahely továbbra is a vasút és a fafeldolgozó kombinát maradt. 

## Népessége
- 2002-ben 11 152 fő[2]
- 2010-ben 11 539 fő volt.[3]